# Подречье (Волынская область)
Подречье (укр. Підріччя) — село в Камень-Каширской городской общине Камень-Каширского района Волынской области Украины.
Население по переписи 2001 года составляет 663 человека. Почтовый индекс — 44525. Телефонный код — 3357. Занимает площадь 2,302 км².